# Gran Premi de Malàisia del 2013
El Gran Premi de Malàisia de Fórmula 1 de la temporada 2013 s'ha disputat al circuit de Sepang, del 22 al 24 de març del 2013.
Fernando Alonso va haver d'abandonar per culpa d'una topada amb Sebastian Vettel, va perdre l'aleró davanter a la segona volta i no va poder tornar a l'asfalt.
Cal destacar la bona posició de Felipe Massa, que quan faltaven 10 voltes per finalitzar la cursa anava a la 9a posició i va acabar a la 5ª. I també cal destacar l'abandonament de Jenson Button a falta de 5 voltes per concloure la cursa. A més els espectadors van quedar sorpresos quan Lewis Hamilton va parar-se al box de Vodafone McLaren Mercedes quan havia de parar al de Mercedes AMG Petronas Formula One Team.
Els corredors de Mercedes AMG Petronas Formula One Team, Lewis Hamilton i Nico Rosberg; i els de Red Bull, Sebastian Vettel i Mark Webber van lluitar entre ells i van estar a punt d'anar-se'n al mur tots junts. Sebastian Vettel va desobeir les ordres del seu equip Red Bull, que van dir al corredor que no avancés al seu company Mark Webber

## Resultats de la qualificació
| Pos                              | No | Pilot               | Constructor          | Part 1   | Part 2   | Part 3   | Sortida |
| -------------------------------- | -- | ------------------- | -------------------- | -------- | -------- | -------- | ------- |
| 1                                | 1  | Sebastian Vettel    | Red Bull-Renault     | 1:37.899 | 1:37.245 | 1:49.674 | 1       |
| 2                                | 4  | Felipe Massa        | Ferrari              | 1:37.712 | 1:36.874 | 1:50.587 | 2       |
| 3                                | 3  | Fernando Alonso     | Ferrari              | 1:37.314 | 1:36.877 | 1:50.727 | 3       |
| 4                                | 10 | Lewis Hamilton      | Mercedes             | 1:37.513 | 1:36.517 | 1:51.699 | 4       |
| 5                                | 2  | Mark Webber         | Red Bull-Renault     | 1:37.619 | 1:36.449 | 1:52.244 | 5       |
| 6                                | 9  | Nico Rosberg        | Mercedes             | 1:37.239 | 1:36.190 | 1:52.519 | 6       |
| 7                                | 7  | Kimi Räikkönen      | Lotus-Renault        | 1:36.959 | 1:36.640 | 1:52.970 | 101     |
| 8                                | 5  | Jenson Button       | McLaren-Mercedes     | 1:37.487 | 1:37.117 | 1:53.175 | 7       |
| 9                                | 15 | Adrian Sutil        | Force India-Mercedes | 1:36.809 | 1:36.834 | 1:53.439 | 8       |
| 10                               | 6  | Sergio Pérez        | McLaren-Mercedes     | 1:37.702 | 1:37.342 | 1:54.136 | 9       |
| 11                               | 8  | Romain Grosjean     | Lotus-Renault        | 1:37.363 | 1:37.636 |          | 11      |
| 12                               | 11 | Nico Hülkenberg     | Sauber-Ferrari       | 1:37.931 | 1:38.125 |          | 12      |
| 13                               | 19 | Daniel Ricciardo    | Toro Rosso-Ferrari   | 1:37.722 | 1:38.822 |          | 13      |
| 14                               | 12 | Esteban Gutiérrez   | Sauber-Ferrari       | 1:37.707 | 1:39.221 |          | 14      |
| 15                               | 14 | Paul di Resta       | Force India-Mercedes | 1:37.493 | 1:44.509 |          | 15      |
| 16                               | 16 | Pastor Maldonado    | Williams-Renault     | 1:37.867 | no time  |          | 16      |
| 17                               | 18 | Jean-Éric Vergne    | Toro Rosso-Ferrari   | 1:38.157 |          |          | 17      |
| 18                               | 17 | Valtteri Bottas     | Williams-Renault     | 1:38.207 |          |          | 18      |
| 19                               | 22 | Jules Bianchi       | Marussia-Cosworth    | 1:38.434 |          |          | 19      |
| 20                               | 20 | Charles Pic         | Caterham-Renault     | 1:39.314 |          |          | 20      |
| 21                               | 23 | Max Chilton         | Marussia-Cosworth    | 1:39.672 |          |          | 21      |
| 22                               | 21 | Giedo van der Garde | Caterham-Renault     | 1:39.932 |          |          | 22      |
| Temps de tall pel 107%: 1:43.585 |    |                     |                      |          |          |          |         |
| Font:                            |    |                     |                      |          |          |          |         |

Notes:

- ^1  — Kimi Räikkönen va ser penalitzat amb 3 posicions a la graella de sortida per obstaculitzar Nico Rosberg a la tanda de qualificació.[5]

## Resultats de la Cursa
| Pos   | No | Pilot               | Constructor          | Voltes | Temps / Retirada | Pos.Sortida | Punts |
| ----- | -- | ------------------- | -------------------- | ------ | ---------------- | ----------- | ----- |
| 1     | 1  | Sebastian Vettel    | Red Bull-Renault     | 56     | 1h 38' 56. 681   | 1           | 25    |
| 2     | 2  | Mark Webber         | Red Bull-Renault     | 56     | + 4.298 s        | 5           | 18    |
| 3     | 10 | Lewis Hamilton      | Mercedes             | 56     | + 12.181 s       | 4           | 15    |
| 4     | 9  | Nico Rosberg        | Mercedes             | 56     | + 12.640 s       | 6           | 12    |
| 5     | 4  | Felipe Massa        | Ferrari              | 56     | + 25.648 s       | 2           | 10    |
| 6     | 8  | Romain Grosjean     | Lotus-Renault        | 56     | + 35.564 s       | 11          | 8     |
| 7     | 7  | Kimi Räikkönen      | Lotus-Renault        | 56     | + 48.479 s       | 10          | 6     |
| 8     | 11 | Nico Hülkenberg     | Sauber-Ferrari       | 56     | + 53.044 s       | 12          | 4     |
| 9     | 6  | Sergio Pérez        | McLaren-Mercedes     | 56     | + 1'12.357 min.  | 9           | 2     |
| 10    | 18 | Jean-Éric Vergne    | Toro Rosso-Ferrari   | 56     | + 1'27.124 min.  | 17          | 1     |
| 11    | 17 | Valtteri Bottas     | Williams-Renault     | 56     | + 1'28.610 min.  | 18          |       |
| 12    | 12 | Esteban Gutiérrez   | Sauber-Ferrari       | 55     | + 1 Volta        | 14          |       |
| 13    | 22 | Jules Bianchi       | Marussia-Cosworth    | 55     | + 1 Volta        | 19          |       |
| 14    | 20 | Charles Pic         | Caterham-Renault     | 55     | + 1 Volta        | 20          |       |
| 15    | 21 | Giedo van der Garde | Caterham-Renault     | 55     | + 1 Volta        | 22          |       |
| 16    | 23 | Max Chilton         | Marussia-Cosworth    | 54     | + 2 Voltes       | 21          |       |
| 17    | 5  | Jenson Button       | McLaren-Mercedes     | 53     | Rodes            | 7           |       |
| 18    | 19 | Daniel Ricciardo    | Toro Rosso-Ferrari   | 51     | Probl. físics    | 13          |       |
| Ret   | 16 | Pastor Maldonado    | Williams-Renault     | 45     | KERS             | 16          |       |
| Ret   | 15 | Adrian Sutil        | Force India-Mercedes | 27     | Rosca de la roda | 8           |       |
| Ret   | 14 | Paul di Resta       | Force India-Mercedes | 22     | Rosca de la roda | 15          |       |
| Ret   | 3  | Fernando Alonso     | Ferrari              | 1      | Col·lisió        | 3           |       |
| Font: |    |                     |                      |        |                  |             |       |